# Kösem Sultan
Mahpeyker Kösem Sultan (1588 ostrov Kefalonia, Řecko – 3. září 1651 Istanbul, Osmanská říše) byla právoplatná manželka sultána Ahmeda I. Díky svému manželovi získala moc a ovlivnila politiku v Osmanské říši. Měla vliv i díky svým synům Muradovi IV. a Ibrahimovi I. a vnukovi Mehmedovi IV. V době vlády svých synů nosila titul Valide sultan. Byla významnou osobností v období sultanátu žen. Oficiálně nosila titul vladaře po dvě období a byla jednou ze dvou žen, které oficiálně řídily osmanskou říši.
Byla řeckého původu, narodila se jako dcera obchodníka na ostrově Kefalonia. Její rodné jméno bylo Anastasia. V 15 letech byla poslána do harému sultána Ahmeda I. v hlavním městě Osmanské říše. Sultán Ahmed I.  jí pojmenoval Mahpeyker a po svatbě jí přidal jméno Kösem. Po smrti manžela Ahmeda I. se odstěhovala do starého paláce. V roce 1623, v době vlády svého syna Murada IV., se vrátila zpět do paláce Topkapi už jako Valide sultan.

## První vláda
V letech 1623–1632, kdy její syn byl mladý na to, aby vládl, byla jmenována oficiální vladařkou osmanské říše. Stala se tak historicky první ženou, která vládla této říši.

## Druhá vláda
V roce 1640 se její druhý syn Ibrahim I. stal sultánem. Brzy se ukázalo, že je příliš psychicky labilní. To jí umožnilo, aby byla i nadále u moci. Nakonec byl Ibrahim I. sesazen a ona představila na sněmu Divanu svého sedmiletého vnuka, jako sultána Mehmeda IV. Pro jeho mládí se prohlásila za vladaře podruhé. Vládla pak od roku 1648 do roku 1651.

## Smrt
Zemřela násilnou smrtí, pravděpodobně ji nechala uškrtit Turhan Hatice, matka Mehmeda IV., když se dozvěděla, že Kösem chce na trůn dosadit nejmladšího vnuka, aby mohla i nadále vládnout říši. Nejspíše byla uškrcena černým závěsem v harému. Po její smrti bylo její tělo převezeno do mešity jejího manžela Ahmeda I. Kösem Sultan byla známa svou charitativní prací a osvobozením svých otroků po 3 letech služby. Když zemřela, obyvatelé Istanbulu drželi 3 dny smutek.

## Potomci
- Şehzade Mehmed (1605–1621)
- Ayşe Sultan (1606–1657)
- Fatma Sultan (1607–1670)
- Gevherhan Sultan (1608–1660)
- Murad IV. (1609–1640)
- Şehzade Kasim (1610–1638)
- Ibrahim I. (1611–1648)
- Atike Sultan (1612–1672)

## V populární kultuře
O Kösem Sultan pojednává turecký televizní seriál Muhteşem Yüzyıl: Kösem (2015–17), kde ji ztvárnily herečky Nurgül Yeşilçay, Beren Saat a Anastasia Tsilimpiou.